# Нов чифлик
Вижте пояснителната страница за други значения на Чифлик.
Нов чѝфлик или Кьош чифлик (на гръцки: Χλόη, Хлои, до 1963 Νέο Τσιφλίκι, Нео Цифлики, катаревуса: Νέον Τσιφλίκιον, Неон Цифликион) е село в Егейска Македония, Република Гърция, в дем Костур (Кастория), област Западна Македония.

## География
Селото е разположено в Костурската котловина на северния бряг на Костурското езеро и отстои на 4 километра северно демовия център Костур. На практика е предградие на Костур.

## История
Според статистиката на Васил Кънчов („Македония. Етнография и статистика“) в 1900 година Кьошкъ чифликъ има 45 жители българи християни.
На Етнографската карта на Битолския вилает на Картографския институт в София от 1901 година Кьошк чифлик е чисто българско село в Костурската каза на Корчанския санджак с 8 къщи.
В преброяването от 1913 година се води като напуснато селище, а по-късно не се споменава. Възстановено е след Гражданската война (1946 - 1949).
| Година    | 1913 | 1920 | 1928 | 1940 | 1951 | 1961 | 1971 | 1981 | 1991 | 2001 | 2011 | 2021 |
| --------- | ---- | ---- | ---- | ---- | ---- | ---- | ---- | ---- | ---- | ---- | ---- | ---- |
| Население | 0    |      |      |      |      |      | 106  | 259  | 356  | 819  | 3079 | 3233 |